# Гораполлон
Гораполлон (Гор Аполлон, дав.-гр. Ὡραπόλλων) — гаданий автор твору V ст. про єгипетські ієрогліфи, що дійшов у грецькому перекладі людини на ім'я Пилип під назвою «Ієрогліфіка»,  
У візантійському словнику  Суда Гораполлон названий одним з останніх представників єгипетського жрецтва, повідомляється, що він викладав у школі в Менутісі поблизу  Александрії в правління імператора Флавія Зенона.
Роботу «Ієрогліфіка» присвячено тлумаченню  єгипетських ієрогліфів. Спочатку її було написано  коптською мовою, але дійшла вона у перекладі. Грецький рукопис було знайдено в 1419 на острові  Андрос італійським купцем.
Гораполлон, судячи зі змісту книги, ієрогліфічною писемністю не володів, у своєму методі тлумачення він дотримується загальної елліністичної традиції. Символічне тлумачення ієрогліфів у праці Гораполлона мало великий вплив на історію дешифрування єгипетських ієрогліфів. Але спроби прочитати єгипетські тексти з опорою на відомості Гораполлона, які робилися з XVII століття ( А. Кірхер) аж до відкриття Шампольйона, виявилися марними, оскільки єгипетське письмо не було чисто  ідеографічним, а поєднувало  фонетичний і ідеографічний принципи.